# Татлъпънар
Татлъпънар или Ермени Махалеси (на турски: Tatlıpınar) е село в Източна Тракия, Турция, Вилает Лозенград.

## География
Селото се намира на 23 км северно от Кофчаз.

## История
В XIX век Ермени Махалеси е село в Лозенградска кааза на Одринския вилает на Османската империя. Според „Етнография на вилаетите Адрианопол, Монастир и Салоника“, издадена в Константинопол в 1878 година и отразяваща статистиката на населението от 1873, Ермена Махалеси (Ermena Mahlessi) е село с 30 домакинства и 118 жители мюсюлмани.